# Massimo Cialente
Massimo Cialente (L'Aquila, 1º giugno 1952) è un politico italiano, deputato della Repubblica dal 2001 al 2008 e sindaco dell'Aquila dal 2007 al 2017.

## Biografia
Massimo Cialente è nato il 1º giugno 1952 all'Aquila. È sposato, ha tre figli e risiede nella sua città natale.

### Carriera medica
Diplomatosi con la maturità scientifica, si laurea in Medicina e Chirurgia con specializzazioni in Malattie dell'apparato respiratorio e Tisiologia, conseguita presso l'Università di Napoli, e in Medicina del Lavoro, conseguita presso l'Università degli Studi dell'Aquila. È primo Dirigente della Divisione di Pneumologia dell'Ospedale San Salvatore dell'Aquila e docente di Malattie dell'Apparato Respiratorio nel corso di laurea triennale per Terapisti della riabilitazione dell'Università degli studi dell'Aquila. Ha scritto oltre 50 lavori scientifici di interesse medico internistico e pneumologico, su riviste italiane e straniere. È stato segretario provinciale della Confederazione Unitaria Medici Italiani dal 1979 al 1983.
È stato fra i fondatori dell'Arci dell'Aquila e presidente del Cineforum “Il Quartiere” dal 1975 al 1978. È inoltre presidente del consiglio di amministrazione dell'Accademia Internazionale per le Scienze e le Arti dell'Immagine dell'Aquila.

### Carriera politica

#### Primi incarichi
Iscritto fin dal 1970 al PCI, e, dopo lo scioglimento, al PDS, dopo una parentesi in Sinistra Democratica ha aderito al Partito Democratico. È stato segretario di sezione, membro della Direzione della Federazione aquilana e presidente della Direzione Regionale dei Democratici di Sinistra. È stato consigliere nell'VIII circoscrizione della città dell'Aquila dal 1975 al 1980 e consigliere comunale dell'Aquila dal 1990 al 2001. Dal 1995 al 1998 è stato Presidente del Consiglio comunale.

#### Consigliere provinciale e deputato
Nel 1999 è stato eletto consigliere provinciale, ma si è dimesso nel 2000.
Nelle elezioni politiche del 2001 è stato eletto alla Camera dei deputati con i Democratici di Sinistra nella circoscrizione XVII Abruzzo per la XIV legislatura. Ha fatto parte della X Commissione (attività produttive, commercio e turismo), del Gruppo Parlamentari della Montagna e dell'Osservatorio dei Parlamentari sul Turismo. È stato rieletto nelle elezioni del 2006 per la XV legislatura.

#### Sindaco dell'Aquila
Nel 2007 si è presentato alle elezioni comunali del 2007 con L'Unione ed è stato eletto sindaco dell'Aquila al primo turno ottenendo il 53% dei voti contro il 31% del principale sfidante, Maurizio Leopardi, riportando il centro-sinistra all'amministrazione dell'Aquila dopo nove anni di governo del predecessore di centro-destra Biagio Tempesta.
Il 4 marzo 2012 si è ufficialmente ricandidato per un secondo mandato come sindaco, avendo vinto le primarie del centrosinistra; ha infatti ottenuto il 71% dei voti ed era appoggiato da PD, Socialisti e Comunisti Italiani mentre il suo avversario, Vittorio Festuccia, ha ottenuto il 29% dei consensi ed era sostenuto da SEL e Rifondazione Comunista.
Alle elezioni comunali del 2012, sostenuto da Partito Democratico, Federazione della Sinistra, Sinistra Ecologia Libertà, Alleanza per l'Italia e Partito Socialista Italiano, ha ottenuto il 40,8% contro il 29,6% del principale sfidante, Giorgio De Matteis (sostenuto da UDEUR, Unione di Centro, Movimento per le Autonomie, La Destra e liste civiche), con cui ha successivamente affrontato il turno di ballottaggio, vinto con il 59,2% dei voti.
Sempre nel 2012, Cialente ha lanciato la proposta politica di riunire Leonessa, Cittaducale, Antrodoco, Amatrice e il Cicolano alla provincia dell'Aquila. Tale proposta ha raccolto un parziale consenso tra la popolazione, legata comunque all'Aquila per motivi storici.
Sotto l'amministrazione di Cialente nel 2013 è stato sperimentato nel comune il bilancio partecipativo e la raccolta differenziata dell'Aquila ha subito un forte incremento, specialmente a partire dal 2012, introducendo la raccolta del porta a porta in vari quartieri della città.
Rimane sindaco fino al 2017, anno in cui gli succede Pierluigi Biondi, eletto con il sostegno della coalizione di centro-destra, che ritorna quindi al governo del capoluogo abruzzese.

#### Il terremoto del 2009 e la ricostruzione

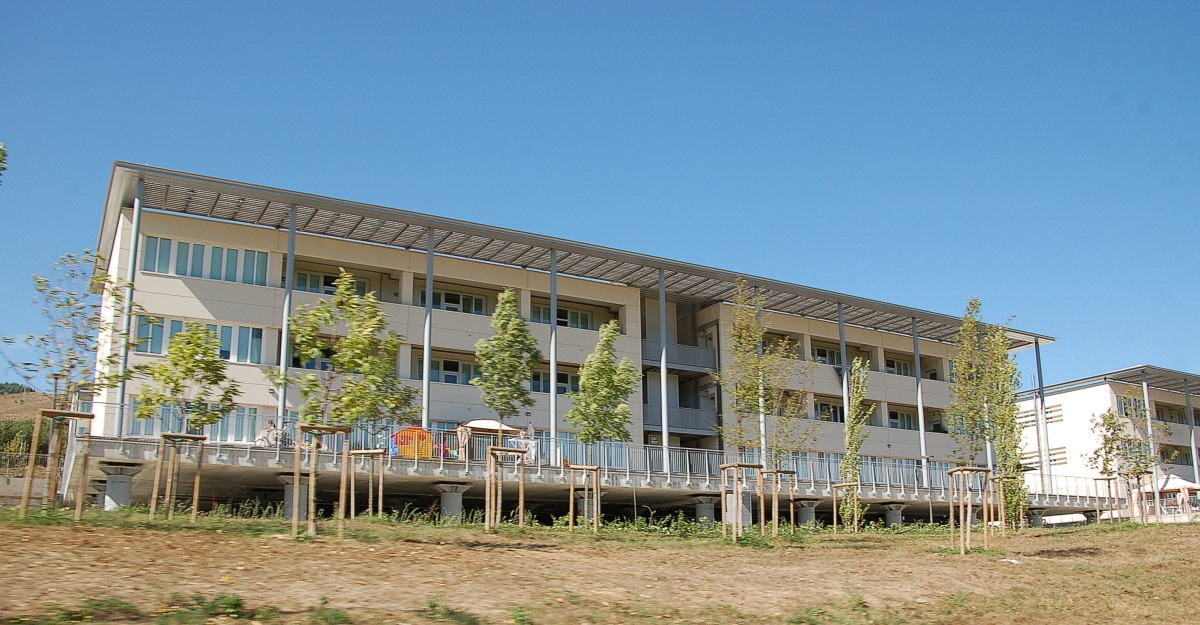
La "New Town" dell'Aquila, realizzata con Isolatori sismici.

Dopo il terremoto dell'Aquila del 2009 è stato nominato vice commissario straordinario alla ricostruzione con delega all'assistenza alla popolazione, carica dalla quale si è dimesso nel settembre 2010, lamentando la poca chiarezza delle nomine dei vice-commissari e le conseguenti difficoltà di gestione della struttura.
Immediatamente dopo il terremoto Cialente con il governo Berlusconi ed assieme a Guido Bertolaso, provvide alla costruzione di case antisismiche, realizzate con isolatori sismici, piloni costituiti da tre elementi d'acciaio sovrapposti per isolare le palazzine dal sisma. Tali "New Towns" furono costruite in pochi mesi in diverse frazioni aquilane come Roio, Coppito, Preturo e Sassa. Poche settimane dopo l'inaugurazione delle casette, il crollo di un balcone alla contrada di Bagno sollevò vivaci polemiche sulla staticità delle casette. Nel 2010 è stata inoltre riaperta la Fontana delle 99 cannelle.
Il 7 marzo 2011, in seguito a problematiche interne alla sua maggioranza che hanno fatto mancare più volte il numero legale in Consiglio su importanti provvedimenti oltre che alle difficoltà riscontrate nell'operato post-terremoto e nella reperibilità dei finanziamenti per la ricostruzione, Cialente ha annunciato in Consiglio Comunale le sue dimissioni da Sindaco, formalizzate il giorno seguente ma successivamente ritirate in virtù della promessa da parte del Governo di aiuti economici per il bilancio comunale ed alla ritrovata compattezza della maggioranza in Consiglio.
Il 17 maggio 2012 il sindaco minaccia nuovamente le sue dimissioni, ad un solo mese della rielezione, se il Presidente della Regione Abruzzo Giovanni Chiodi rimarrà commissario unico alla ricostruzione dell'Aquila fino al 31 dicembre perché significherebbe che "non è più necessario ci siano un sindaco e un Consiglio comunale, vorrebbe dire che anche per questo governo L'Aquila ha perso il diritto alla sua autonomia" ricordando le sue dimissioni da vice-commissario nel 2010 lamentando la poco chiarezza. Tuttavia il Ministro della Coesione Territoriale del Governo Monti con delega sul post-sisma Fabrizio Barca ha rassicurato sulla fine del commissariamento di Chiodi rassicurando il sindaco.
Sempre nel 2012 è stato realizzato il nuovo Auditorium del Parco presso il Forte spagnolo, moderna costruzione pubblica in legno. Questa struttura, progettata gratuitamente da Renzo Piano e realizzata grazie alla solidarietà della provincia autonoma di Trento, si va a sommare al Paper Concert Hall precedentemente edificato tra il 2010 e 2011 grazie alla solidarietà del governo del Giappone.
A maggio 2013 Cialente ha inscenato una plateale protesta contro la mancanza di fondi stanziati per la ricostruzione minacciando di nuovo le sue dimissioni e restituendo la fascia tricolore al Presidente della Repubblica Giorgio Napolitano e rimuovendo tutti i tricolori dalla città perché "l'Italia si è disinteressata all'Aquila" e invitando Capo dello Stato e Governo a venire in città per parlare con la gente e scagliandosi contro Prefetto e Questore in quanto non hanno "capito il clima di rabbia e disperazione che si respira in città" dopo che lo stesso Sindaco pochi giorni prima si era scagliato contro "la burocrazia romana che ammazza L'Aquila" e chiedendo al Ministro dei Beni Culturali del Governo Letta, Massimo Bray di convocare un Consiglio dei Ministri straordinario per i fondi dell'Aquila. Tuttavia pochi giorni dopo, il Presidente della Repubblica restituisce la fascia a Cialente con la promessa di maggiore ascolto chiudendo il caso.
Il 24 settembre 2013 dopo che la maggioranza era andata in pezzi sulla ratifica dell'accordo per la realizzazione del Parco di Piazza d'Armi, il Sindaco propone un patto tra gentiluomini per ridurre al minimo la fase di commissariamento e tornare subito alle urne dopo le sue dimissioni. Nello stesso giorno il Sindaco si scaglia contro il Ministro della Coesione del Governo Letta, Carlo Trigilia accusandolo di "vivere su un altro pianeta" dopo che lo stesso aveva promesso fondi a detta del sindaco, inesistenti.
Nello stesso anno è stata riaperta la chiesa di San Biagio d'Amiterno, riconsacrata da papa Francesco col nome di "Basilica di San Giuseppe Artigiano", dove venne traslato il corpo di Celestino V in attesa della ricostruzione della Basilica di Collemaggio.
L'11 gennaio 2014, in seguito agli sviluppi di un'inchiesta che ha portato all'arresto degli ex assessori Pierluigi Tancredi (Pdl) e Vladimiro Placidi (tecnico) ed in cui è indagato anche il suo vicesindaco, Roberto Riga (Apl), formalizza, per la seconda volta ufficialmente, le dimissioni da Sindaco. Prima di lasciare il Sindaco ha avuto uno scontro durissimo col Ministro Trigilia in relazione alle dichiarazioni del Ministro secondo cui lo Stato era stufo di versare fondi per l'Aquila che poi servivano a foraggiare corruzione senza vigilanza e controllo. Tuttavia Cialente le ritira dopo alcuni giorni dopo una grande manifestazione del centrosinistra in suo sostegno. Nel 2014 è stata inoltre ricostruita la facciata della Chiesa di San Pietro a Coppito, meno il campanile.
A causa di processi per mafia e della commissione Grandi Rischi, e della lentezza grave della burocrazia romana, soltanto nel 2015 con il governo Renzi i lavori di ricostruzione riebbero un nuovo deciso avvio. In quell'anno è stata restaurata la Fontana luminosa, malgrado alcuni ritocchi che le impedivano la fuoriuscita dell'acqua. Alla data di dicembre 2015, le frazioni di Roio e Onna erano completamente ricostruite grazie alla gestione privata tedesca, mentre lavori, seppur a lento procedimento, sono partiti a Paganica, una delle frazioni più grandi del capoluogo in cui, al momento, era agibile soltanto il Santuario della Madonna d'Appari.
Nell'aprile sempre del 2015 ebbe grande risonanza in campo mediatico l'annuncio della riapertura al pubblico dell'ormai restaurata Basilica di San Bernardino, e della futura riapertura, circa nel 2017 della Basilica di Collemaggio, e di parte del centro storico e del corso Vittorio Emanuele, restaurato soltanto dall'accesso dal piazzale della Fontana luminosa. Nel maggio dello stesso anno la città è stata omaggiata della 88ª Adunata nazionale degli alpini.
L'intera area dell'ex mattatoio, lesionata dal sisma, è stata intanto inglobata in un progetto di recupero che ha interessato gli argini del fiume Aterno, la cinta muraria ed il complesso dell'ex mattatoio destinato a diventare sede museale, all'interno del programma Mumex per la valorizzazione dei poli museali nel Mezzogiorno d'Italia. In quest'occasione, il complesso è stato donato in comodato d'uso gratuito dal Comune dell'Aquila — che ne è il proprietario — al Ministero dei beni e delle attività culturali e del turismo. I lavori di ricostruzione del fabbricato sono iniziati nel 2012 e si sono conclusi, con qualche ritardo, tre anni dopo per un costo superiore ai 5 milioni di euro. Il 19 dicembre 2015 il Ministro dei Beni Culturali Dario Franceschini ha inaugurato l'apertura della nuova sede del MUNDA (Museo Nazionale d'Abruzzo). Il museo ha raccolto numerose opere antiche restaurate dopo il terremoto.
Nell'aprile 2016 è stata annunciata l'apertura del cantiere di numerosi palazzi storici, tra i quali il Palazzo Margherita assieme alla Torre civica. Nella periferia furono costruita nuove abitazioni, specialmente nello scalo di Roio e nella zona Torrione-cimitero, con nuovi palazzi antisismici, che hanno favorito l'apertura di nuove attività commerciali e industriali.

#### Attività politica successiva
Alle elezioni politiche del 2018 è candidato al Senato della Repubblica, nel collegio uninominale L'Aquila-Teramo sostenuto dalla coalizione di centro-sinistra (in quota PD), sfidando l'ex Ministro delle Riforme Costituzionali Gaetano Quagliariello e risultando sconfitto.
Il 27 ottobre 2019 annuncia la propria fuoriuscita dal PD rimettendo la delega regionale alla sanità, dichiarando però di avere intenzione di continuare a fare militanza nella società civile in campo progressista.